# Bushi
Bushi (jap. 武士) – w Japonii z okresu przed restauracją Meiji termin ten oznaczał wszystkich ludzi zajmujących się wojaczką. Od określenia bushi pochodzi nazwa kodeksu moralnego japońskich wojowników – Bushidō.
Często mylnie używa się określenia bushi jako synonimu samuraja. Tymczasem bushi było terminem szerszym.